# La Croix-Helléan
La Croix-Helléan (Ar Groaz-Helean trong tiếng Bretagne) là một xã ở tỉnh Morbihan trong vùng Bretagne tây bắc Pháp. Xã này có diện tích 14,4 km², dân số năm 1999 là 636 người. Khu vực này có độ cao từ 47-111 mét trên mực nước biển.
Cư dân của La Croix-Helléan danh xưng trong tiếng Pháp là Croisillons.